# 篮史通鉴
《篮史通鉴》（英語：The Book of Basketball: The NBA According to the Sports Guy，直译：《篮球之书：体育男眼中的NBA》）是前ESPN专栏作家比尔·西蒙斯的第二本著作，于2009年在美国出版。

## 背景
在这本书出版的时候，西蒙斯已经以“体育男”（the Sports Guy）的绰号写作了12个年头，其中有9年是在给ESPN写作，平均每个月页面浏览量达到140万次。2006年，他产生了写作《篮史通鉴》的想法，然后花三年时间读了80多本关于篮球的著作，看了400盘比赛录像带。
西蒙斯在本书中的目的是想搞明白，为什么一些球员或球队比其他球员或球队更重要。本书的最初设想是“炸掉篮球名人堂，然后按埃及金字塔的模样重建”。随着研究深入，他意识到，“如果没有一个共通的主题，就没有可行的办法去比较不同时代的球员”。于是西蒙斯有了一个想法，尽管他自己也承认并不完美，但有助于找到一个对于过去和当今球员都公平的排名系统。他把NBA总冠军、常规赛和季后赛数据、职业生涯长度和天赋都考虑在内。
尽管与名人堂相关的章节占据了半数篇幅（第六章至第十一章），不过在此之前，书中先回顾了NBA历史上一些关键问题。包括西蒙斯回顾他父亲用4美元一场的价格购买季票，从而目睹了波士顿凯尔特人队的兴衰起伏（尤其是拉里·伯德加入波士顿所带来的崛起）；与以赛亚·托马斯（他可不是西蒙斯的粉丝）的一次偶遇，结果令人惊讶地变成了一场关于“篮球的秘密”的友好讨论；总结为什么比尔·拉塞尔才是历史上最伟大的中锋（而非威尔特·张伯伦）；从1949年到1984年，NBA如何一步步演变为今天的样子；NBA历史上许多“如果……会怎样”的想像场景（例如“如果底特律活塞队在2003年选秀中选择了卡梅洛·安东尼而非达科·米利契奇会怎样？”，“如果1984年NBA选秀重头再来一次会怎样？”）；将历年的NBA最有价值球员划分为配得上该奖项（如迈克尔·乔丹的每一座MVP）、有疑点但总体上还是没问题（如比尔·沃顿的1978赛季）和不应获奖者（如乔丹1993年输给查尔斯·巴克利，1997年输给卡尔·马龙）。其中包含了许多比尔·西蒙斯从童年起“我第一次亲眼看到这名球员”时的故事， 以及他在体育写作职业生涯中听闻的轶事传奇。
2010年12月7日，该书又出了一个平装本的升级版，缩减了30页的内容，修正了一些事实错误，新增了部分材料，包括改善脚注，更新名人堂金字塔的顺序，并提供了一份网络虚拟导读。

## 概述
《华尔街日报》：“在结构上，西蒙斯先生对联盟的历史做了一次简要（以他自己的标准）的介绍。然后他‘纠正’了NBA曾经错误颁发的每一座MVP。然后他想象出一座全新的改进版篮球名人堂的所有细节，选出96名球员进入其中，并为每一个选择加以分析。然后他排出史上前20名的球队。最后，他组出了一套完美的12人阵容，与火星人篮球队决一死战，以拯救地球的命运——阵容中有1985年的‘魔术师’·约翰逊为1992年的乔丹传球，2003年的蒂姆·邓肯保护篮板球。”

## 反响
《篮史通鉴》刚发售就登上《纽约时报》畅销书榜榜首（非虚构类精装），连续6周位列前15名。2009年10月，获亚马逊公司评为“当月最佳图书”。
《华尔街日报》、 死亡转身网站 、达拉斯晨报、《纽约时报》和《华盛顿邮报》都发表了报道和简介。
对《篮史通鉴》的评论大多是正面的，尽管也有因为篇幅过长和编辑方式招致批评。《华尔街日报》指出：“西蒙斯先生或许无法终结所有长期存在的篮球辩题——谁又能做到呢？——但他用大量的细节和幽默来弥补。他还提出了足够多的激进论点来为今后酒吧里的争论提供燃料。”
《纽约》杂志“Vulture博客”上的几位写手批评书中的性别歧视。汤米·克拉格斯（Tommy Craggs）认为西蒙斯的性别歧视“令人震惊”，他引用西蒙斯的话：“我每次看贾森·基德打球，就像看到酒吧里走进来一个美得不可方物的姑娘，然后当他投篮打铁的时候，就像那个大美女脱掉了夹克，然后你发现她的奶子就跟蚊子包差不多大。”本·马蒂斯-利利（Ben Mathis-Lilley）感到西蒙斯的性别歧视“令人反感”，表示：“实际上，我不再费心抄下那些最令人震惊的评论，而是干脆只摘录西蒙斯在提到某个女人时，不是出于把她当作阴茎置入对象来评价其吸引力，而是出于其他的原因。欢迎指出我的错误，不过我记得这种情况只有一处，是他称赞梅丽尔·斯特里普的演技，大概在第500页的地方。”

## 中译本
2016年，中译本由新世界出版社出版。译者为三猎。中文书名最初来自网络论坛虎扑上自发翻译的爱好者，因比尔·西蒙斯贱兮兮的文风而取名“篮史通贱”。正式出版时改名“篮史通鉴”。